# Christmas
|  | Aquest article tracta sobre el poble de Florida. Si cerqueu l'illa de l'Oceà Índic, vegeu «Illa Christmas». |

Christmas és una concentració de població designada pel cens dels Estats Units a l'estat de Florida. Segons el cens del 2000 tenia 1.162 habitants.

## Demografia
Segons el cens del 2000, Christmas tenia 1.162 habitants, 420 habitatges, i 304 famílies. La densitat de població era de 125,7 habitants per km².
Dels 420 habitatges en un 30,5% hi vivien nens de menys de 18 anys, en un 49,5% hi vivien parelles casades, en un 14% dones solteres, i en un 27,6% no eren unitats familiars. En el 18,8% dels habitatges hi vivien persones soles el 8,3% de les quals corresponia a persones de 65 anys o més que vivien soles. El nombre mitjà de persones vivint en cada habitatge era de 2,77 i el nombre mitjà de persones que vivien en cada família era de 3,08.
Per edats la població es repartia de la següent manera: un 26,5% tenia menys de 18 anys, un 6,2% entre 18 i 24, un 29,9% entre 25 i 44, un 25% de 45 a 60 i un 12,4% 65 anys o més.
L'edat mediana era de 37 anys. Per cada 100 dones de 18 o més anys hi havia 103,8 homes.
La renda mediana per habitatge era de 31.679 $ i la renda mediana per família de 30.667 $. Els homes tenien una renda mediana de 32.981 $ mentre que les dones 22.269 $. La renda per capita de la població era de 13.816 $. Entorn del 15% de les famílies i el 12,3% de la població estaven per davall del llindar de pobresa.

## Poblacions més properes
El següent diagrama mostra les poblacions més properes.